# Отроцтво
«Отроцтво» — українська короткометражка режисера Дмитра Сухолиткого-Собчука.

## Інформація
Фільм «Отроцтво» розповідає про межу в житті людини — про перехід від одного періоду її життя до іншого. Про серйозні рішення, які потрібно робити героєві, стримуючи емоції і нерви.

### Сюжет
На світанку мати благословляє сина в дорогу, його проводжає батько, разом вони ідуть до станції. Там на хлопця чекає його дівчина, яка не просто проводжає, але навіть збирається із ним у дорогу. Батько не пускає — вони залишаються тут, а герой-отрок — їде туди, де його чекає нове життя. Без батькового пильного ока, маминої опіки та дівочих сліз. За словами режисера, тут у героя фільму були непрості відносини, а там починається новий етап, його життя зміниться, але ми цього вже не побачимо.

### У головних ролях
- Ганна Аілінчій
- Марія Бегінін
- Микола Гуменюк — батько
- Євген Зелінський

### Зйомки
Зйомки тривали тиждень – знімали в двох буковинських селах, на залізничній станції в околиці одного із сіл та на залізничному вокзалі Чернівців.  Під час зйомок доводилося міняти склад акторів.
Так, був змінений склад акторів до зйомок десь за тиждень, довелося працювати з іншими акторами, які старалися і виконували ті задачі, які їм ставили. Що з того вийшло,  можна було подивитися на екрані, — зазначає режисер.

### Відзнаки
- Найкращий короткометражний фільм, 3-1 Міжнародний кінофестиваль «КіноЛев», Львів, Україна, 2008.
- Гран прі, 12-й Український кінофестиваль Відкрита ніч, Київ, Україна, 2008[2].
- Найкращий режисер, 12-й Український кінофестиваль «Відкрита ніч», Київ, Україна, 2008[3].
- Міжнародна премія Арсенія та Андрія Тарковських, 2008.
- Нагорода Еміля Кантільона/Tomorrow’s Cinema, 35-й Міжнародний фестиваль незалежного кіно, Брюссель, Бельгія, 2009.